# Melih Abdulhayoglu
Melih Abdulhayoglu (ur. 10 marca 1968) – amerykański przedsiębiorca tureckiego pochodzenia. Jest autorem artykułów na temat bezpieczeństwa komputerowego w sieci Internet. W 1998 założył Comodo Group, prywatną amerykańską firmę produkującą oprogramowanie zabezpieczające dla komputerów osobistych. 

## Dzieciństwo
Melih Abdulhayoglu urodził się w Turcji, przeprowadził się do Wielkiej Brytanii w wieku 18 lat. Uzyskał licencjat naukowy na Uniwersytecie Bradford w 1991.

## Praca
Melih jest założycielem i CEO Comodo Group. Interesuje się bezpieczeństwem internetowym oraz prywatnością w globalnej sieci. W Comodo jest odpowiedzialny za wdrażanie produktów oraz udoskonaleniem usług i infrastruktury.

## Życiorys
Abdulhayoglu założył Comodo w Wielkiej Brytanii w 1998 oraz przeniósł firmę do Stanów Zjednoczonych w 2004.
Jego wizją jest stworzenie Trusted Internet (pol. „Zaufanego Internetu”), umożliwiając internautom zaufanie do siebie nawzajem za pośrednictwem szyfrowania i uwierzytelniania.